# Unterseeboot UC-29
Pour les autres navires du même nom, voir Unterseeboot 29.
L'Unterseeboot UC-29 est un sous-marin (U-Boot) mouilleur de mines allemand de type UC II utilisé par la Kaiserliche Marine pendant la Première Guerre mondiale. Le U-boot a été commandé le 29 août 1915 et lancé le 15 juillet 1916. Il a été mis en service dans la marine impériale allemande le 15 août 1916 sous le nom de UC-29. En huit mois et sept patrouilles de combat dans l’océan Atlantique pendant la guerre allemande contre le commerce allié,  l'UC-29 a eu beaucoup de succès, coulant 1 navires alliés, totalisant 21909 tonneaux de jauge brute. Il a également endommagé 4 navires de 17154 tonneaux de jauge brute. Le 7 juin 1917, il torpille le Q-ship britannique HMS Pargust au large des côtes irlandaises, mais lorsqu’il s’approche trop près de sa victime, il tombe dans une embuscade tendue par le Q-ship avec son armement caché et il est coulé avec 23 hommes perdus. Le Pargust était commandé par le chasseur de sous-marins britannique Gordon Campbell et avait à son bord Ronald Niel Stuart et William Williams, qui ont reçu la Victoria Cross pour leurs actions dans l’engagement. Son épave gît dans le port de Cork, en Irlande.

## Conception
Sous-marin de type UC II, l'UC-29 avait un déplacement de 400 tonnes en surface et de 480 tonnes en plongée. Il avait une longueur hors tout de 49,45 m, un maître-bau de 5,22 m et un tirant d'eau de 3,68 m. Le sous-marin était propulsé par deux moteurs diesel 6 cylindres à quatre temps produisant chacun 250 ch (180 kW), soit un total de 500 ch (370 kW), et par deux moteurs électriques produisant 460 ch (340 kW), actionnant deux arbres d'hélice.
Le sous-marin avait une vitesse maximale de 11,6 nœuds (21,5 km/h) en surface et de 6,6 nœuds (12,2 km/h) en immersion. Son autonomie était de 10040 milles marins (18590 km) à 7 nœuds (13 km/h) en surface, et de 53 milles marins (98 km) à 4 nœuds (7,4 km/h) en immersion. Il lui fallait 48 secondes pour plonger, et il était capable d’opérer à une profondeur maximale de 50 mètres.
L'UC-29 était équipé de trois tubes lance-torpilles de 500 mm, un à l’arrière et deux à l’avant, avec sept torpilles, et d’un canon de pont de 8,8 cm SK L/30. Mais son arme principale était ses six puits de mine de 1000 mm portant dix-huit mines UC 200. Son effectif était de vingt-six membres d’équipage.

## Affectations
- I Flottille : du 19 octobre 1916 au 7 juin 1917

## Commandants
- Oberleutnant zur See Ernst Rosenow : du 15 août 1916 au 7 juin 1917

## Navires coulés
| Date             | Nom             | Nationalité    | Tonnage | Destin    |
| ---------------- | --------------- | -------------- | ------- | --------- |
| 17 novembre 1916 | Canganian       | United Kingdom | 1143    | Coulé     |
| 23 janvier 1917  | Clan Shaw       | United Kingdom | 3943    | Coulé     |
| 24 janvier 1917  | Sunniva         | Norvège        | 589     | Coulé     |
| 5 février 1917   | Primrose        | United Kingdom | 136     | Coulé     |
| 9 février 1917   | HMT Yesso       | Royal Navy     | 229     | Coulé     |
| 10 février 1917  | San Fraterno    | United Kingdom | 9587    | Endommagé |
| 11 février 1917  | Norwood         | United Kingdom | 798     | Coulé     |
| 11 février 1917  | Roanoke         | United Kingdom | 3455    | Endommagé |
| 1 mars 1917      | Herbert Ingram  | United Kingdom | 142     | Coulé     |
| 1 mars 1917      | Redcap          | United Kingdom | 199     | Coulé     |
| 3 mars 1917      | HMT Northumbria | Royal Navy     | 211     | Coulé     |
| 14 mars 1917     | Storaas         | Norvège        | 3041    | Coulé     |
| 24 avril 1917    | Upton Castle    | United Kingdom | 145     | Coulé     |
| 27 avril 1917    | Nidelven        | Norvège        | 1262    | Coulé     |
| 27 avril 1917    | Ragnhild        | Norvège        | 1117    | Coulé     |
| 29 avril 1917    | Carbo I         | Danemark       | 1385    | Coulé     |
| 1 mai 1917       | Firelight       | United Kingdom | 1143    | Coulé     |
| 3 juin 1917      | Elisabeth       | France         | 2061    | Coulé     |
| 3 juin 1917      | HMS Mavis       | Royal Navy     | 1295    | Endommagé |
| 4 juin 1917      | Songvand        | Norvège        | 2206    | Coulé     |
| 7 juin 1917      | HMS Pargust     | Royal Navy     | 2817    | Endommagé |
| 3 août 1917      | Hornchurch      | United Kingdom | 2159    | Coulé     |